# Новое (Переславский район)
Но́вое — село в Переславском районе Ярославской области при реке Кубрь.

## География
Село расположено на федеральной трассе М-8 «Холмогоры». Часть трассы в пределах села именуется Дачной улицей. Кроме этой улицы, в селе имеются Кирпичная, Молодёжная, Цветочная, Школьная улицы, улица А. Ильина, Мирный переулок.

## История
В начале XVII века село Новое принадлежало разным помещикам, а с 1654 года и до 1746 года в патриарших окладных книгах оно значится за вотчинниками Голохвастовыми. Один из этих Голохвастовых был комнатным служителем царицы Прасковьи Фёдоровны.
Церковь Николы Чудотворца существовала здесь уже в 1628 году, и она значится до 1746 года. В 1760 году в селе Новом построена новая деревянная церковь также во имя Николая Чудотворца.
В 1824 году дана была прихожанам храмозданная грамота на построение каменного храма. Этот храм строился до 1853 года; в 1861 году к нему пристроена тёплая трапеза; в 1872 году устроена каменная колокольня. Престолов к настоящее время в церкви пять: в холодной в честь Сошествия Святого Духа, святого Николая Чудотворца и святых равноапостольных Константина и Елены, в трапезе тёплой в честь Владимирской иконы Божией Матери и святого пророка Илии.
В селе Новом была церковно-приходская школа. В 1893 году в ней учились 23 человека.
Во времена советской власти храм был закрыт, в нём размещались склады.

## Население
| 1859 | 1905 | 1926 | 2007 | 2010 |
| ---- | ---- | ---- | ---- | ---- |
| 372  | ↗434 | ↗490 | ↗500 | ↘470 |